# 阿古斯丁·埃薩吉雷
阿古斯丁·曼努埃尔·德·埃薩吉雷-阿雷查瓦拉（西班牙語：Agustín Manuel de Eyzaguirre y Arechavala，西班牙語發音：[aɣusˈtin ejsaˈɣire]；1768年5月3日—1837年7月19日）是智利政治人物，1826年至1827年擔任智利總統。他就任總統期間國家财政出現了困难，國家幾乎没有收入来源，政府无法征税，也没有钱支付公務員的工资，軍人也没有工资。